# Ali Pakdaman
Ali Pakdaman Esmaeilzadeh, né le 23 août 1990, est un escrimeur iranien, spécialiste du sabre.

## Carrière
Il se qualifie pour les Jeux olympiques de Rio en individuel,. Il remporte six médailles (dont deux individuelles) aux Championnats d'Asie à compter de 2012, dont la médaille d'argent lors de ceux de 2016.